# حيس (الحديدة)

تعديل مصدري - تعديل

مدينة حيس وهي مدينة يمنية تاريخية تقع في محافظة الحديدة إلى الجنوب الشرقي من مركز المحافظة، وتبعد عن الشاطئ بمسافة 28كم، يحدها من الشمال مديريتي الجراحي وجبل رأس، ومن الجنوب مديرية مقبنة محافظة تعز، ومن الشرق مديرية جبل رأس، ومن الغرب مديرية الخوخة. و تقع جنوب مدينة زبيد بمسافة 35كم وقد كانت امتداداً لمدينة زبيد وتأثرت بها في الجوانب العلمية والأدبية والصناعية، وكانت إحدى محطات توقف القوافل، وتتكون مدينة حيس من أربعة أحياء وهي: (حارة الربع تقع شرق المدينة، وحارة ربع الثلث تقع جنوب المدينة، وحارة المحل وتقع غرب المدينة، وحارة ربع السوق وتقع في منتصف المدينة)

## المساحة والسكان
تبلغ مساحتها 268 كم2، وعدد مساكنها 7.490 مسكن، وعدد أسرها 6.964 أسرة، وعدد سكانها 45.436 نسمة.

## سبب التسمية
سميت مدينة حيس بهذا الاسم نسبة إلى مؤسسها الملك الحميري حيس بن يريم بن ذي رعين بن شرحبيل الحميري.
وسكانها من بني عوف من خولان ومن قبيلة الأشاعر. وتعد مدينة حيس من المدن التهامية الجميلة وفيها يقول الشاعر مسلم بن نعيم المالكي ثم الحميري:
ومن أسماء مدينة حيس: حيس القنا

## الصناعات
اشتهرت مدينة حيس بالصناعات الخزفية مثل الفناجين والجرار والأكواز، وقد بلغت عدد المعامل التي كانت تصنع الفخار ما يقرب من (72) معملاً كما ذكر النعمي في حولياته، وقد وصف الفقيه العلامة أبو بكر مُهير صناعة الفناجين في حيس والتي كانت تشبه صناعة فناجين بلاد السند، وكان أشهر صانع لهذه الفناجين رجل يقال له صابر، بقوله:

## أهم معالمها السياحية والأثرية
- الجامع الكبير بمدينة حيس
- مسجد ومدرسة الإسكندرية بمدينة حيس
- موقع كيده
- موقع السلامة الأثري

## أهم الأودية
وادي الفواهه، وادي نخلة، ووادي المرير، ووادي ظمى، الذي يقع جنوب مدينة حيس، وتشتهر حيس بزراعة النخيل ولا سيما في منطقة شمال سحارى أو صحارى التي تقع على ساحل البحر الأحمر مابين نخل موزه شمال الخوخة.

## الأحياء والحارات
| الحارة | عدد المساكن | عدد الأسر | الذكور | الأناث | الإجمالي |
| ------ | ----------- | --------- | ------ | ------ | -------- |

## روابط خارجية
- World Gazetteer:Yemen
- الجهاز المركزي للإحصاء بالجمهورية اليمنية
- المركز الوطني للمعلومات باليمن